# Хелд, Ал
Ал Хелд (англ. Al Held; 12 октября 1928, Бруклин, Нью-Йорк — 27 июля 2005, Тоди, Перуджа, Италия) — американский художник-абстракционист, мастер акварели, монументалист второй половины XX — начала XXI века.
Он известен геометрическими, подчёркнуто плоскостны́ми, часто крупномасштабными и даже гигантскими картинами, исполненными в агрессивных цветах. Один из лидеров живописной абстракции, влиятельная фигура художественной сцены Нью-Йорка последних десятилетий XX века.

## Жизнь
Ал Хелд (Джейкоб Элвин Хелд) родился 12 октября 1928 года в районе Бруклин, в Нью-Йорке.
Детство будущего художника прошло в Бруклине, а позднее в Бронксе, и пришлось на годы Великой депрессии. Он рос в бедной семье польско-еврейских эмигрантов, живших на пособие. Из школы был отчислен за бесконечные прогулы. В 1945-м Хелд записался в американский ВМФ и прослужил два года на флоте; но тогда он и не помышлял о карьере художника.
В 1947 друг Ала, молодой художник Николас Крушеник ( 1929—1999) воодушевил его на поступление в Нью-Йоркскую Лигу студентов-художников. Здесь Ал Хелд занимается с 1948 по 1949 год.
После двух лет занятий в Нью-Йорке, Ал Хелд решил воспользоваться предоставляемой по «Закону о санации для военнослужащих» ( англ. G.I. Bill ) денежной суммой, выделяемой правительством для поддержки демобилизованным из американских ВС, и отправляется изучать живописное искусство в Париж. Здесь он жил и учился с 1950 по 1953 год. Одним из его учителей в Париже был родившийся в России скульптор Осип Цадкин.
Художник был четырежды женат. Первый брак был заключён в 1953-м с Жизель Векслер (Giselle Wexler). В 1955 молодые супруги разрывают отношения, и Ал Хелд уезжает на Западное побережье США, в Сан-Франциско, где знакомится с танцовщицей (впоследствии влиятельным режиссёром-хореографом) Ивонной Райнер (р. 1934). В 1956 пара переезжает в Нью-Йорк, в 1957-м официально регистрирует брак, но уже в 1959-м Ивонна и Ал расходятся.
Третьей женой в 1969 году стала Сильвия Стоун (1928—2011), скульптор-конструктивист. Брак с ней, как и с Кэтлин Монахан (Kathleen Monahan), также закончился разводом. Последней спутницей Ала Хелда стала Памела Галлиани (Pamela Gagliani, живёт в Тоди, Перуджа). Из наследников у художника остались дочь от первого брака Мара (проживает в Бруклине) и внук.
Ал Хелд до середины 90-х годов жил и работал в Нью-Йорке, позднее попеременно жил в поместье в Бойсвилле (англ. Boiceville, New York), штат Нью-Йорк, и в вилле умбрийского городка Тоди, Италия.
27 июля 2005 года тело 76-летнего художника было обнаружено в бассейне на его итальянской вилле в Тоди, Умбрия. Полиция признала причины смерти Ала Хелда естественными.

## Карьера
Первая персональная выставка Ала Хелда прошла в парижской «Галери Юит» (Галерея Восемь/Galerie Huit) уже в 1952 году, вторая — в галерее Джорджа Пойндекстера в Нью-Йорке в 1959-м.
В 1966 году Ал Хелд награждён престижной медалью Логана, учреждённой в 1907 году Чикагским институтом искусств. В том же, 1966 году художнику присуждена стипендия Гуггенхайма (англ. Guggenheim Fellowship), позволившая ему, не оглядываясь на рыночный спрос, в течение ряда лет сосредоточиться на шлифовке своего творческого метода.
С 1962 по 1980 год Хелд преподаёт на факультете искусств Йельского университета. Многие студенты ценили его, как сложного, но требовательного учителя, вдохновляющего на самостоятельное творчество.
В 1988 году Хелд избран ассоциированным членом Национальной академии дизайна а в 1994-м стал действительным членом этой Академии.
К моменту смерти Хелд работал над заказанными ему росписями для Публичной библиотеки в Джексонвилле во Флориде, и над витражами для Федерального окружного суда в Орландо (город), штат Флорида.

## Творчество
Стилистически творчество Ала Хелда балансировало не смешиваясь, между поздним абстрактным экспрессионизмом (в конце 1950-х, под сильным влиянием Джексона Поллока его живопись была текстурной и эмоциональной) и зарождающимся течением поп-арта.
К середине 1960-х его живопись обретает зрелость; работы этого периода — наиболее узнаваемый, «фирменный» Ал Хелд; крупные холсты, бо́льшая часть поверхности которых — ровно окрашенное поле одного цвета, с внятным медитативным воздействием, и всполохи контрастных цветов, оттеснённые на периферию формата в виде фрагментов геометрических фигур, перекрываемых первоплановыми плоскостями («Мао», 1967. Холст, синтетическая полимерная краска, 289.6 × 289.6 см. MoMA, Нью-Йорк). Влиятельный критик Барбара Роуз приводит такое высказывание Ала Хелда тех лет:

Строгая логика двухмерной плоскости, возведённая в ранг эстетики, приковывает наш взгляд к поверхности холста, обращая эту поверхность из средства в цель.— Барбара Роуз. Американская живопись: XX век. — 1995. — С. 105.
В конце 1960-х Хелд переключается на создание крупных черно-белых картин со сложными перспективными построениями и «пространственными головоломками». К концу 1970-х живописец возвращается к полноцветной палитре. Одновременно с этим, от строгих плоскостных «аппликаций» он переходит к иллюзии развитой трёхмерной глубины, достигаемой светотенью психоделически-ярких цветных конструкций.
В 2004-2005 годах Хелд исполнил масштабные мозаики в Нью-Йоркской подземке, в переходе между станциями.

## Работы художника в сети
- Ал Хелд. Без названия (UNTITLED), ок 1958. Холст на доске, масло. 182.9 × 104.8 см. Галерея Cheim & Read, Нью-Йорк
- Ал Хелд. Эскиз настенной росписи, 1964. Холст, акрил, 61 × 164 см. англ. Grey Art Gallery Нью-Йоркский университет
- Ал Хелд. Красная чайка, 1964. Холст, акрил 243.8 × 182.9 см. Галерея Cheim & Read, Нью-Йорк
- Ал Хелд. «Движение сквозь» / «Passing Through», 2004. 1, 2, 3 — мозаики в Нью-Йоркском метро (пересадочный узел Лексингтон-авеню – 53-я улица / 51-я улица).